# Staffeleggtal
Das Staffeleggtal ist ein Seitental des Tals der Sissle in der Region Fricktal und im Aargauer Jura in der Schweiz. Im Staffeleggtal befinden sich die Gemeinden Densbüren und Herznach-Ueken.

## Geografie
Das Tal beginnt im Süden auf der Passhöhe der Staffelegg und erstreckt sich nordwärts an Asp vorbei nach Densbüren und weiter nach Herznach und Ueken. Im Norden ist das Tal mit einem Bahndamm der Bözbergbahn abgeschlossen. Durch das Staffeleggtal fliesst der Staffeleggbach, der nördlich des Bahndamms in die Sissle mündet.
Östlich des Staffeleggtals liegt das Tal des Zeiherbachs, im Westen das Tal von Wölflinswil.
Das Tal gehört zum Gebiet des «Juraparks Aargau» und des Bereichs «Aargauer und östlicher Solothurner Faltenjura», einer Landschaft von nationaler Bedeutung.

## Wirtschaft und Infrastruktur
Durch das Staffeleggtal führt die Hauptstrasse 24.